# Municipio de Buffalo (Ohio)
Buffalo (en inglés: Buffalo Township) es un municipio ubicado en el condado de Noble en el estado estadounidense de Ohio. según el  Censo de 2010 tenía una población de 815 habitantes y una densidad poblacional de 12,83 personas por km².

## Geografía
El municipio de Buffalo se encuentra ubicado en las coordenadas 39°52′5″N 81°31′21″O / 39.86806, -81.52250. Según la Oficina del Censo de los Estados Unidos, el municipio tiene una superficie total de 63.51 km², de la cual 63,4 km² corresponden a tierra firme y (0,18 %) 0,11 km² es agua.

## Demografía
Según el censo de 2010, había 815 personas residiendo en el municipio de Buffalo. La densidad de población era de 12,83 hab./km². De los 815 habitantes, el municipio de Buffalo estaba compuesto por el 98,77 % blancos, el 0,61 % eran amerindios y el 0,61 % eran de una mezcla de razas. Del total de la población el 0,49 % eran hispanos o latinos de cualquier raza.